# White (бронеавтомобіль)
Панцирник White (англ. White armored car) випускався з 1915 в період Першої світової війни компанією White Motor Car Company у Клівленді штату Огайо, яка до 1910 випускала автомашини з паровими двигунами. Компанія була найбільшим виробником вантажівок США, перейшовши з 1918 виключно на їхнє виробництво і випустивши в час війни для потреб армії приблизно 18 000 вантажних авто (1,5 т, 3 т, 5 т моделі GTA, TC).
Панцирник White в час війни знаходився на озброєнні армій Франції, США, ВМФ США. Панцирник з однією баштою модернізували у 1915,1916,1917 роках, а модель AEF 1918 року мала вже дві башти.